# Grand Amphi
Grand Amphi est une émission de télévision de variétés française créée et présentée par Jacques Chancel et diffusée sur la deuxième chaîne couleur de l'ORTF du 17 avril 1971 jusqu'au 2 janvier 1972.
Elle a été suivie par Le Grand  Échiquier.

## Émission
Quelques-uns des participants à l'émission (invités et animateurs) :
- Marcel Achard, Alfred Adam, Maurice Baquet, Georges Brassens, Colette Brosset, Gérard Calvi, Roger Carel, Jean Carmet, René Clair, Darry Cowl, Geo Daly, Joe Dassin, Sophie Desmarets, Raymond Devos, Robert Dhéry, Françoise Dorin, Christian Duvaleix, André Ekyan, Jacques Fabbri, Jacques Faizant , Boulou Ferré, Raymond Fol, Jacqueline Gauthier, Stéphane Grappelli, Daniel Ivernel , Marlène Jobert, Guy Lafitte , Marie Laforêt, Laura[Qui ?], Jean Lefebvre , Jacques Legras, Paul Meurisse, Mezz Mezzrow,  Mireille Mathieu, Mungo Jerry, Claire Motte, Olivia Newton-John, Philippe Noiret, Michel Polnareff, Yves Robert, François Périer, Michel Renault, Robert Rocca, Robert Rollis, Jacques Sallebert, Jean Sas, Michel Serrault, Jacques Tati, Pierre Tchernia, Pierre Tornade, Sylvie Vartan, Achille Zavatta.

- José Artur présente la séquence Le Grand Bluff avec des participants comme José Luis de Villalonga, Roger Peyrefitte et Jacques Monod.